# Rats (Ghost)
Rats è il primo singolo estratto da Prequelle, quarto album della band metal svedese Ghost. Il brano è salito in cima alla classifica Billboard Mainstream Rock Songs a luglio 2018 ed è stato nominato ai Grammy Awards per la Miglior canzone rock alla 61ª edizione dei Grammy Awards.

## Storia
La canzone ha debuttato il 12 aprile 2018 su SiriusXM ed è usicta ufficialmente il giorno seguente. La canzone è il primo singolo dal quarto album in studio del gruppo, Prequelle, pubblicata prima dell'uscita dell'album il 1 ° giugno. Come quasi tutte le altre creazioni della band, la canzone è stata scritta da Tobias Forge. Tuttavia, la canzone è stata la prima a presentare il nuovo nome d'arte dell'alter ego di Forge, il cardinale Copia, ed è stata eseguita da un gruppo separato di membri anonimi della band rispetto al materiale precedente, dato che tutti i membri precedenti hanno lasciato la band nel 2017 a seguito di una causa contro Forge per quanto riguardano i diritti d'autore. Anche il video musicale della canzone è stato pubblicato il 13 aprile. La stampa ha notato che lo stile e la danza del video sembrano essere influenzati dal video musicale di Michael Jackson per la sua canzone Thriller.

## Il brano
Forge ha scritto la traccia immaginandola come "una grande traccia di apertura che lascia immediatamente a bocca aperta le persone". La canzone è stata anche scritta per essere eseguita come apertura di concerti per grandi spettacoli in arena; in precedenza aveva scritto Square Hammer per quello scopo, e ci riuscì, ma non voleva sentirsi bloccato a suonare sempre una canzone in particolare come apertura di un concerto, poiché sapeva quello che è successo ai Rolling Stones con la loro canzone Start Me Up.  Metal Injection ha descritto la canzone come un suono simile a Ozzy Osbourne degli anni '80, definendola "heavy metal come volevi che fosse, con assoli di chitarra killer, un'introduzione di batteria tosta e riff che suonano come se fossero stati abbandonati nel seminterrato di Ozzy dagli anni '80." Lo stesso Forge ha confermato che la creazione della canzone è stata influenzata dall'aver ascoltato Osbourne aprire un concerto con la canzone I Don't Know tratta dal loro album del 1980 Blizzard of Ozz.

Lyrically, the song is about humanity's tendency to rush to judgement and mob mentality. Forge explained: 

## Accoglienza
Greg Kennelty di Metal Injection ha elogiato la canzone per essere "più oscura" e "più pesante" del materiale del loro album precedente Meliora, concludendo: "se stavi morendo dalla voglia di qualcosa come l'album di debutto dei Ghost Opus Eponymous con un suono più aggiornato, allora adorerai assolutamente Rats." Vince Neilstein di Metal Sucks l'ha elogiata allo stesso modo per i suoi orecchiabili riff di chitarra.

## Tracce
Testi e musiche di Tobias Forge.
1. Rats – 4:21

## Riconoscimenti
- Nomination ai Grammy Award del 2019 come miglior canzone rock.

## Formazione
- Tobias Forge - voce (accreditato come Cardinal Copia)
- Nameless Ghouls: chitarra solista, chitarra ritmica, basso, batteria, tastiera